# Toussiana (département)
Cet article concerne le département et la commune ruruale. Pour le village chef-lieu, voir Toussiana.
Toussiana est un département et une commune rurale de la province du Houet, situé dans la région des Hauts-Bassins au Burkina Faso.
En 2019, le dernier recensement général comptabilisait 21 578 habitants,.

## Villages
Le département et la commune rurale de Toussiana se compose de 14 villages, dont le village chef-lieu homonyme (données de population du recensement général de 2006) :
- Badougouya (509 habitants)
- Gouapégué (643 habitants)
- Kéleya (917 habitants)
- Mou (455 habitants)
- Nianaba (3 337 habitants)
- Nianwaré (446 habitants)
- Pouanya (383 habitants)
- Séminé (315 habitants)
- Tapoko (911 habitants)
- Toussiana (3 059 habitants), chef-lieu
- Wempea I (1 523 habitants)
- Wempea II (805 habitants)
- Yorkofesso (3 093 habitants)
- Yoya (549 habitants)

## Administrations publiques et structures
Toussiana est désormais une commune rurale. Elle compte en plus de la mairie, une préfecture, un service de perception des impôts, un commissariat de police, un CSPS, une inspection de l'enseignement primaire et un marché. En 2023, la commune de Toussiana  compte environ une vingtaine écoles primaires publiques, dix collèges privés et deux lycées publics et un groupe scolaire et universitaire. Toussiana compte aussi des succursales de la poste, de la SONABEL (société d'électricité) et un bureau de la Caisse Populaire du Burkina.

## Économie
Les habitants de Toussiana sont à majorité des paysans. Mais la saison pluvieuse ne couvrant qu'une partie de l'année plusieurs paysans sont en plus soit des tailleurs de pierres (de construction) ou de rônier (arbre dont les rameaux sont utilisés pour confectionner de nombreux objets utilitaires tels que les chaises, les clôtures…), soit des chasseurs, soit des éleveurs de volailles…
En plus des paysans il y a les commerçants, des agents de la fonction publique, quelque Peuls qui font de l'élevage bovin et certains métiers d'artisanat (soudure, menuiserie, mécanique).
Comme entreprises, on dénombre essentiellement des installations du secteur agro-alimentaire, notamment dans la conservation (par séchage) de fruits (mangues, bananes), dans la production de beurre de karité et la transformation de noix de cajou.

### Transformation de mangue
Toussiana compte en 2023, plus de 20 unités de séchage de mangue dont les plus productrice sont Tensya et Mango-So SARL. L'ensemble de ces unités emploie plus d'un millier de personnes (majoritairement des femmes) en saison et près de 50 personnes salariés,,.

### Transformation de Karité
Le marché de transformation des noix de karité en produits cosmétiques et comestibles est détenu par la Société Toussiana Karité cosmétiques et comestibles. Cette filière participe à l’autonomie économique et sociale de 2 800 femmes productrices et collectrices de noix et de 36 femmes salariées.